# Festival international du film de Thessalonique 1998
Le Festival international du film de Thessalonique 1998 fut la 39e édition du Festival international du film de Thessalonique. Elle se tint du 13 au 22 novembre 1998.

## Jury
- Président : Goran Paskaljević
- Jurés :
  - Giórgos Αrvanítis
  - Jutta Bruckner
  - Giórgos Xorafás
  - Eric Heumann
  - Jaromil Jireš
  - Dervis Zaim

## Films sélectionnés
- En ouverture : Baril de poudre
- En clôture : Shandurai

## Palmarès
- Mizu no naka no Hachigatsu de Yoichiro Takahashi : Alexandre d'or
- Flight of the Bee de Byoung Hun Min et Jamshed Usmonov et Knoflíkáři de Petr Zelenka : Alexandre d'argent ex æquo
- Constantinos Giannaris (Garçons d'Athènes) : meilleur réalisateur
- Knoflíkáři (Petr Zelenka) : meilleur scénario
- Jeanne Balibar (Dieu seul me voit (Versailles-Chantiers)) : meilleure actrice
- Mehmet Kurtuluş (L'Engrenage) : meilleur acteur
- Ce printemps dans mon pays natal (Areumdawoon sheejul) de Kwangmo Lee : prix artistique
- La Pomme de Samira Makhmalbaf : mention spéciale